# Cas Mudde
Cas Mudde, född 3 juni 1967 i Amsterdam, är en nederländsk statsvetare, inriktad på studier av politisk extremism och populism i Europa och USA. För närvarande verksam vid University of Georgia, USA.
Cas Mudde är författare till en mängd artiklar och böcker, däribland: Populism: A Very Short Introduction, The Populist Radical Right och The Far Right in America.